# Apartadó
Apartadó là một khu tự quản thuộc tỉnh Antioquia, Colombia. Thủ phủ của khu tự quản Apartadó đóng tại Apartadó Khu tự quản Apartadó có diện tích 600 ki lô mét vuông. Đến thời điểm ngày 28 tháng 5 năm 2005, khu tự quản Apartadó có dân số 67591 người.